# 2. divisjon i fotboll för herrar
2. divisjon är Norges tredje högsta division i fotboll för herrar.